# 南部バス

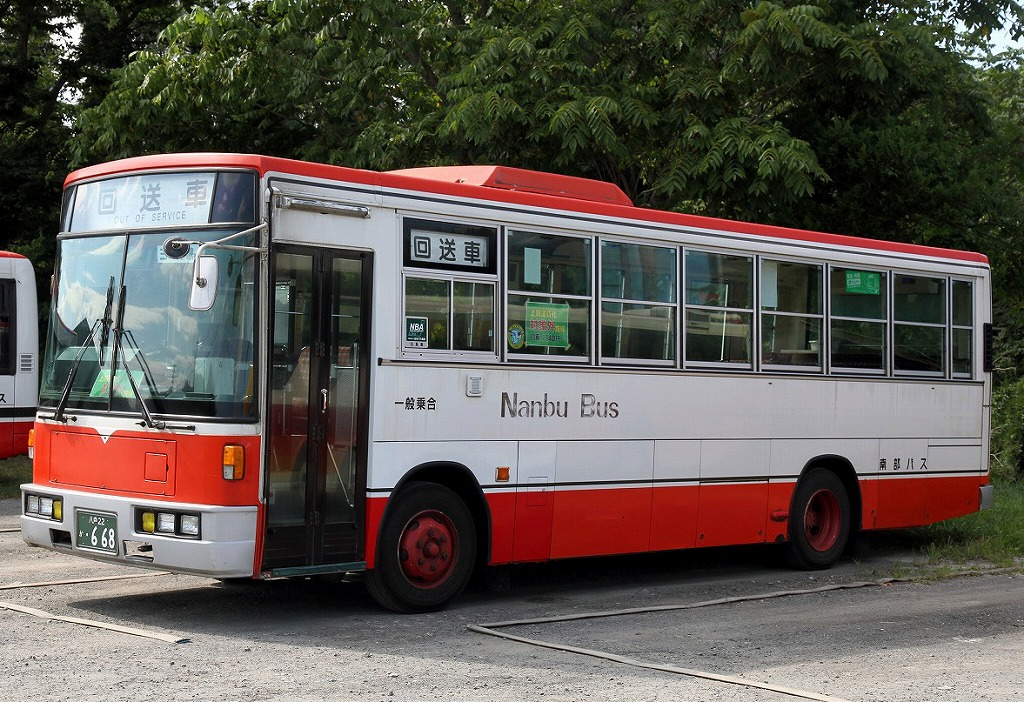
現行塗色のトップドア車。
元はいすゞ・キュービックのカタログカラーで、1980年代中頃より冷房車投入の折に採用された。
三戸営業所にて。

南部バス（なんぶバス）は、青森県八戸市にある岩手県北自動車南部支社が運営するバス事業の通称である。主に青森県の南部地方の南側の八戸市・三戸郡で路線バス事業を行っているほか、同地発着の高速バスや、貸切バス事業も行っている。
2017年（平成29年）3月1日付けで青森県南部地方でバスを運営していた南部バス株式会社（なんぶバス、英称：Nanbu Bus Co.,Ltd.）が民事再生手続きを行い岩手県北自動車に事業譲渡し、同社の南部支社となった。本記事では、譲渡前の旧・南部バスについても記述する。

## 概要
元々は、南部鉄道と称し、五戸駅（同社の五戸営業所のある場所） - 尻内駅（現・八戸駅）間で鉄道を運営していたが、1968年（昭和43年）に発生した十勝沖地震の影響で廃止、1970年（昭和45年）に現社名となった。かつて行っていた鉄道事業については、「南部鉄道」を参照のこと。バス事業は1931年（昭和6年）より参入し三八地方（三戸郡・八戸市）を中心に広範囲にバスが運行されていた。

### 岩手県北自動車へ事業譲渡
南部バスは2016年（平成28年）11月28日に 東京地裁に民事再生法の適用を申請。みちのりホールディングス傘下の岩手県北自動車とバス事業並びに子会社の南部バス観光の譲渡に関する協議が行われていることを明らかにした。岩手県北自動車は2009年（平成21年）5月14日に民事再生手続きを申請して一度倒産したが、みちのりホールディングス傘下で経営再建を進めている段階であった。同年12月1日に行われた債権者集会で、南部バスの代理人が債権者に対して、岩手県北自動車に2017年（平成29年）2月〜3月を目途にバス事業を譲渡し、南部バスは清算手続に入ることが伝えられ、同年12月28日にバス事業などの全事業を同社に譲渡する契約を締結した。事業譲渡日は2017年（平成29年）2月15日を予定していたが、同年3月1日に事業予定期日が延期された。同年1月10日に開かれた債権者集会で、事業譲渡代金が約2億7000万円であることを明らかにした。事業譲渡に伴い、岩手県北自動車は南部支社を開設して南部バスの運行を引き継いた。岩手県北自動車へ事業譲渡後、旧・南部バスは清算手続きのため存続していたが、2017年3月29日に東京地裁から民事再生手続廃止決定を受け、2017年4月27日に東京地裁から破産手続開始決定を受けた。そして2018年（平成30年）4月16日に法人格が消滅した。
南部バスが行ってきた事業は岩手県北自動車で再建が図られる事になるが、南部バスの従業員は南部バスを退職の上で岩手県北自動車に再雇用された。同時に車両などに書かれている南部バスの書体も日本語書体は岩手県北バスと同じ書体、英文書体は南部バスの高速車と同じ書体に変更された。岩手県北自動車へ事業譲渡後も南部バスの呼称は維持され、南部バスが発売した乗車券・定期券・回数券や、八戸市が発行した高齢者福祉パスは岩手県北自動車への事業譲渡後も引き続き南部バスの営業エリアで使用できる（南部バスが発行した乗車券・定期券・回数券は岩手県北自動車の本社の路線では使用できない）。岩手県北自動車への事業譲渡後は車両の更新が行われている他、岩手県北観光（2019年10月に経営統合の上みちのりトラベル東北へ商号変更）が主催する一部の岩手県内発着のバスツアーの申込が南部バス観光でも可能となった。今後はバスロケーションシステムの整備、ICカードの導入を進めるとしている。
2022年2月26日には南部バス・八戸市営バス・JR東日本の合同でJR東日本が提供する「Suica」のシステムを活用したICカードおよびSuica機能を搭載した地域連携ICカード「ハチカ」が スタートした。

## 拠点

### 営業所

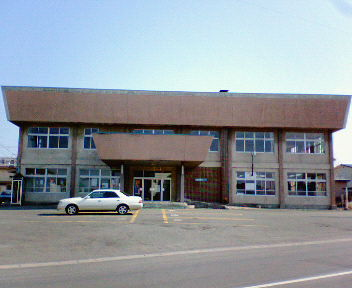
1996年6月まで使われた旧本社（五戸営業所併設）

- 南部支社・八戸営業所- 青森県八戸市是川二ツ家6-79
  - MEX青森線を除く高速バスの担当営業所で、高速バス予約センターを併設する。
  - みちのりトラベル東北八戸支店を併設する。
- 三戸営業所 - 青森県三戸郡三戸町同心町古間木平83-1
- 五戸営業所 - 青森県三戸郡五戸町下モ沢向13-167
  - 南部鉄道駅舎跡地に所在するため、五戸駅と呼称されることもある。
- 青森営業所 - 青森県青森市大字三内字丸山278-87
  - 高速バスMEX青森線・青森市営バス受託路線の運行を担当する。

### 案内所
- ラピアトラベルカウンター - 青森県八戸市江陽2丁目14-1 ラピア1階

### その他
- 南部バス整備工場 - 青森県三戸郡五戸町中崎2-3（五戸営業所に併設。）

## 沿革

### 南部バス
ここでは前身の五戸電気鉄道の歴史も合わせて述べる。
- 1926年（大正15年）2月21日 - 五戸電気鉄道として設立[18]。
- 1929年（昭和4年）8月23日 - 尻内・上七崎（のちの七崎）間の鉄道路線が開業。
- 1929年（昭和4年）10月10日 - 上七崎・志戸岸間が延伸開業。
- 1930年（昭和5年）4月1日 - 志戸岸・五戸間が延伸され、鉄道路線全通。
- 1931年（昭和6年）10月28日 - バス事業に参入。五戸自動車組合旅客自動車業を買収。
- 1936年（昭和11年）5月5日 - 社名を五戸鉄道に変更。
- 1937年（昭和12年）4月 - 三本木・五戸間旅客自動車事業を買収。
- 1941年（昭和16年）6月 − 貨物自動車運送事業を譲渡。
- 1941年（昭和16年）7月 - 三戸・八戸間旅客自動車事業を買収。
- 1941年（昭和16年）8月 − 普通貸切自動車業を譲渡。
- 1942年（昭和17年）5月 − 運送取扱業を南部通運へ譲渡。
- 1943年（昭和18年） - 政府方針に基づく企業整備により、八戸市営・三戸町営・田子町営・戸来村営の各旅客自動車事業を買収・統合。
- 1945年（昭和20年）1月1日 - 社名を南部鉄道に変更。
- 1948年（昭和23年）7月 - 八戸市内路線を八戸市営バスに分離。
- 1948年（昭和23年）11月 − 旧三井木材株式会社五戸工場の解散に伴い木材業に参入。
- 1962年（昭和37年）7月15日 - 三戸営業所を新築。
- 1965年（昭和40年）7月1日 - 十和田湖線・休屋線・一戸線旅客乗合自動車営業開始。
- 1968年（昭和43年）5月17日 - 十勝沖地震の被害により鉄道路線全線で運行休止。
- 1969年（昭和44年）4月1日 - 十勝沖地震による被害で鉄道復旧が困難だったことから鉄道事業を廃止し、バス専業となる。木材事業売却。
- 1970年（昭和45年）5月30日 - 社名を南部バスに変更。
- 1970年（昭和45年）12月18日 - 三八五交通株式会社より定期路線譲受。
- 1971年（昭和46年）12月 - 尻内線（現在の八戸駅線）ワンマンバス運行開始。
- 1972年（昭和47年）10月16日 - 三八線（現在の八戸・三戸線）ワンマンバス運行開始。
- 1974年（昭和49年）7月 - 八戸営業所を二ッ家に移転。
- 1975年（昭和50年）7月 - 五戸営業所を新築。
- 1977年（昭和52年）12月25日 類家バスセンターを小中野へ移転。
- 1989年（平成元年）7月26日 - 東京線高速バス「シリウス号」（その後、一時的に「ドリーム八戸・十和田 (シリウス) 号」に改称）運行開始。
- 1989年（平成元年）9月27日 - 仙台線高速バス「うみねこ号」・盛岡線高速バス「八盛号（ハッセイE）」運行開始。
- 1994年（平成6年）12月22日 - 弘前線高速バス「南軽号」運行開始。
- 1996年（平成8年）7月1日 - 本社を五戸営業所内から八戸営業所内へ移転。
- 1998年（平成10年）12月1日 - 南部バス・八戸市営バス・十和田観光電鉄での回数券共通乗車制度開始[19][20]。
- 1999年（平成11年）4月1日 - 八戸市営バスから階上線を移管される[21]。
- 2000年（平成12年）7月頃 - ワンステップバス（いすゞ・エルガミオ）第2期車より、音声合成放送装置を導入（以後翌年2月までに更改完了）。
- 2001年（平成13年）8月1日 - 八戸ラピアバスターミナル使用開始（高速バスの発着地を小中野バスセンターから移転）。
- 2002年（平成14年）4月27日 - ながわ里バス運行開始（旧名川町、現南部町が運営し、南部バス受託）。
- 2002年（平成14年）12月1日
  - 定期観光バス「活彩とわだこ号」運行開始。
  - 岬台団地線（八戸駅・聖ウルスラ学院・八戸営業所～中心街～下組町(岬台方)/緑町(中心街方)～栄町～上柳町～岬台団地中央）を新設。八戸市営バスの岬台団地バスプールがある位置よりも先まで乗り入れる。
- 2003年（平成15年）7月1日 - るるっぷ八戸運行開始（じょうもんコース・やわたうまコースの2系統）。
- 2003年（平成15年）9月1日 - 十一日町待合所を閉鎖。
- 2004年（平成16年）10月16日
  - 公式ウェブサイトを開設。
  - 岬台団地線に本八戸駅～沼館一丁目～ピアドゥ・イトーヨーカドー前～ジェームス前～ラピア～栄町～小中野経由便を新設する。
- 2005年（平成17年）4月1日
  - 小中野バスセンターを閉鎖（バス回転所・発着所としては存続）。
  - 八戸市営バスから一日市線、是川団地線（支所前経由）、是川団地循環線（笹子経由）、八戸駅線（内舟渡経由）、新工場街線（→大平洋金属線）を譲受。
- 2005年（平成17年）9月30日
  - るるっぷ八戸のうち、やわたうまコースが運行終了。
  - 八戸市南郷区（旧三戸郡南郷村）内の路線が再編、支線部分の運行廃止。
- 2005年（平成17年）10月1日 - るるっぷ八戸のうち、「じょうもん」コースの経路再編。
- 2005年（平成17年）10月頃 - 江陽バスプール（バス待機所）を設置。
- 2005年（平成17年）10月31日 - 小中野バスセンター売却（バス発着所としては存続）。

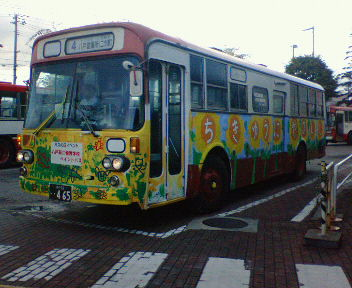
バスの日ペインティングバス（大野線等で限定運用：2006年（平成18年）10月初めに廃車）

- 2006年（平成18年）4月1日
  - 一戸線の一部区間（三戸営業所 - 舌崎間）を廃止。
  - 八戸市営バスから日計線（八太郎経由・→シルバー病院線）・大橋循環線を譲受。

- 2006年（平成18年）9月頃 - 八戸第二養護学校生徒による「バスの日ペイントバス」を大野線（小中野バスセンター - 大野間）限定で、通学時間帯で運行。
- 2006年（平成18年）10月1日
  - 携帯電話による時刻表検索サービスを開始。
  - 高速バスの運行経路を本八戸駅に乗り入れ、八戸市中心街の乗降停留所を変更。
- 2007年（平成19年）4月1日
  - 赤伏線・戸来線（金ヶ沢〜羽井内間）・岬台団地線（中心街直通便）・市内〜聖ウルスラ学院線を廃止。
  - 岬台団地〜ラピア・ピアドゥ線の運行開始。
- 2007年（平成19年）7月1日 - 八戸市交付の福祉乗車券で八戸市内区間での利用開始[注釈 1]。
- 2008年（平成20年）1月1日 - 大野線を減便、終起点を小中野バスセンターよりラピアバスターミナルに変更。
- 2008年（平成20年）4月1日
  - 是川団地循環線・大平洋金属線・内舟渡経由八戸駅線（区間便）・一戸線を全面廃止。
  - 二ツ家線（千葉高校通経由・中居林経由）を系統廃止。
  - 上郷線の「矢田郎〜新田・夏坂間」を廃止し、田子町コミュニティバスに転換（田子町が運営し、南部バス受託）。
  - 八戸ニュータウン線を八戸ニュータウンを境に中心街発着系統及び八戸駅発着系統に分割・運行区間を変更。
  - 「小中野バスセンター」バス停を路線再編により完全廃止。
- 2008年（平成20年）4月17日 - 南部町多目的バスが運行開始（南部町が運営し、南部バス受託）。
- 2008年（平成20年）7月1日 − 「シリウス号」の名前を副名称化し、「ドリーム八戸・十和田 (シリウス) 号」に改称。
- 2008年（平成20年）6月22日 - 7月22日（期間中の毎週日曜日） − 市内の三春屋百貨店と共同で「サンデーecoキャンペーン」を日曜日期間限定で実施（終了）[22]。
- 2008年（平成20年）12月6日 - 岬台団地路線の車内アナウンスが地元の八戸市立白銀南小学校の児童のアナウンスに変更（期間限定で2009年3月31日まで）[23]。
- 2008年（平成20年）12月24日 - コミュニティバスるるっぷ八戸のバスロケーションシステムを南部バス独自に導入。
- 2009年（平成21年）1月1日 - 八戸市交付の福祉乗車券（「はつらつ/ほほえみ共通バス券」）の取り扱い方法を一部変更[24]。
- 2009年（平成21年）4月1日
  - 階上町コミュニティバス運行開始（階上町が運営し、南部バスなどが受託）。同時に、本路線運行開始に伴う階上町内路線の大幅見直しを実施。
  - バーデハウス線、系統廃止。
- 2009年（平成21年）8月1日 − 「ドリーム八戸・十和田 (シリウス) 号」が「シリウス号」に再改称（JRバス関東の撤退に伴う）。
- 2009年（平成21年）8月10日 - 五戸営業所舎を町道側を挟んだ東側に移転（旧本社跡・旧営業所庁舎は解体）[25]。
- 2010年（平成22年）4月1日
  - 八戸市地域公共交通会議による「市地域公共交通連携計画[26]」の策定に基づき、中心街乗り入れ路線にて「方面別ナンバリング記号」を導入（八戸市営バス・十和田観光電鉄でも同時に導入）[27]。
  - 三日町を中心とする中心街発着地5カ所の停留所名称を「八戸中心街ターミナル」に改称・統一[27]。
  - 河原木団地線（市営バス廃止代替路線）・シルバーフェリー接続シャトルバスを新設。
    - 中心街 - 八太郎間を市営バスとの共同運行（該当区間の定期券の共通化）及び均等ダイヤ化。

  - 「お買物ライナー」（ラピア・ピアドゥ・シンフォニープラザ - 河原木団地線）の試験運行（期間は1年）を開始[28]。
  - るるっぷ八戸の経路を一部変更。
  - 軽米線、「大洋公園前」を境に系統分割化。
  - シルバー病院線（製錬所前経由）、大橋循環線、五戸 - 八戸駅線（張田・上市川経由）、八戸駅 → 五戸高校線、五戸庁舎線を系統廃止。
- 2010年（平成22年）6月27日 - 「南軽号」、同日の運行をもって廃止。
- 2010年（平成22年）6月30日 - 「シリウス号」、同日出発便をもって運行（予約・発券業務を含む）から撤退[29]。
- 2010年（平成22年）7月1日 - WILLER TRAVELとの提携によるツアーバス事業を開始[29][30][31]。
- 2011年（平成23年）2月10日 - 三春屋乗車券販売所を閉鎖（翌2月11日より、同地では回数券(セット・お買物のみ)委託販売所に変更）[32]。
- 2011年（平成23年）2月11日 - 八戸ポータルミュージアム「はっち」インフォメーションにて、同社乗車券販売所（定期券・回数券・「うみねこ号」高速バス乗車券等取り扱い）を開設[32]。
- 2011年（平成23年）7月10日 - 八戸市埋蔵文化財センター 是川縄文館の開館に併せ、是川団地線（支所前経由）・荒谷線・八戸駅〜ニュータウン線の各一部便にて「是川縄文館」へ新たに乗り入れ[33]。
- 2011年（平成23年）10月1日 - 南部・市営・十鉄の3事業者と共同で、『路線バス上限運賃化実証実験』（初乗り：150円〜、上限：300円(市内区間のみを利用する場合)/500円(八戸市内〜周辺町村相互間と跨って利用する場合・7町村内のみを利用する場合)）を2年間の予定で実施（一部路線・区間を除く）[34][35][36][37]。
- 2012年（平成24年）12月 ‐ WILLER ALLIANCEと合同で南部WILLER EXPRESS株式会社を設立。
- 2013年（平成25年）4月1日 ‐ 五戸町コミュニティバス運行開始（五戸町が運営し、南部バスが受託）。
- 2013年（平成25年）7月31日 - 東京線高速バス「WILLER EXPRESS」の運行を開始。
- 2013年（平成25年）10月1日 ‐ 三戸町コミュニティバス運行開始（三戸町が運営し、南部バスが受託）。
- 2016年（平成28年）11月28日 - 東京地裁に民事再生法の適用を申請し、即日受理された[1][2][38]。事実上の倒産。負債総額は約26億8440万円[1][2]。
- 2016年（平成28年）12月8日 - 東京地裁から民事再生手続開始決定を受ける[14]。
- 2016年（平成28年）12月28日 - 岩手県北自動車との間で、バス事業などの全事業を岩手県北自動車へ譲渡する契約を締結[5][6][9]。

### 岩手県北自動車南部支社
- 2017年（平成29年）3月1日 - 全事業を岩手県北自動車へ譲渡[5][6][12]。同時に事業の受け皿として岩手県北自動車南部支社を開設。旧・南部バス自体は民事再生手続継続。
- 2017年（平成29年）3月29日 - 旧・南部バスが東京地裁から民事再生手続廃止決定を受ける[14]。
- 2017年（平成29年）4月27日 - 旧・南部バスが東京地裁から破産手続開始決定を受ける[15]。
- 2018年（平成30年）4月16日 - 旧・南部バスの法人格消滅。
- 2018年（平成30年）12月31日 - 「WILLER EXPRESS」、同日出発便をもって運行（予約・発券業務を含む）から撤退。
- 2019年（平成31年）1月1日 - 「WILLER EXPRESS」を「MICHINORI EXPRESS」に転換。
- 2019年（令和元年）10月26日 - 南部支社青森営業所を開設し、営業開始[39]
- 2019年（令和元年）12月2日 - この日より青森市営バスの一部路線の運行を受託
- 2021年（令和3年）3月29日 - この日より南部バスのバスロケーションシステムサービス開始[40]
- 2022年（令和4年）2月26日 - 八戸市営バスと共同（十和田観光電鉄を除く[注釈 2]）でJR東日本の「地域連携ICカード」システムを活用したICカードの「ハチカ」を導入[17]。これにより、従来の紙の回数券[注釈 3] と定期券[注釈 4] の販売が導入前日の2月25日、利用が2023年3月31日[注釈 5] までに順次終了する[42][43]。
- 2023年1月16日 - 南部バス・岩手県北バスが共同運行をしている「八盛号」でバス運賃の「車内キャッシュレス決済」を導入[44]。
- 2023年6月30日 - 南部バスのHPをリニューアルし、HPアドレスを更新した[[45]]。
- 2024年4月1日 - 南部バス・岩手県北バスが共同運行をしている「八盛号」の 八戸ラピア１０:００発／盛岡バスセンター１５:４０発の便を再開。

## 車両
- 路線車の車体は赤を基調としたカラーリングで統一されている。岩手県北自動車南部支社となった後も、南部バスブランドと同様に、路線車における南部バスのカラーリングは維持されているが、南部支社となった直後に岩手県北バスの社名表示が車体後部に追記された。貸切車は岩手県北自動車の貸切塗装（通称エクスパー色）に変更されているが、岩手県内各営業所や仙台宮城営業所に所属する貸切車とは若干異なり、ライン後部に大きく「MICHINORI GROUP」のロゴが入っている。行灯は南部バスのままであるが、フロントに岩手県北自動車の社紋が追加された。[46]。
  - WILLER EXPRESS用の車両はWILLER GROUPより貸与されたオリジナルカラーの車両（いわゆる「ピンクのバス」）が使用されていた。社名表示も岩手県北自動車南部支社となった直後に南部バスから岩手県北バスへ変更された。WILLERとの提携解消に伴い、貸与されていた車両は返却された。
  - 2014年9月にはWILLER EXPRESS西日本が一般路線用に所有していたいすゞ・エルガがWILLERカラーのまま譲渡され、岬台団地 - ラピア・ピアドゥ系統専用車として使用開始された。WILLERとの提携解消に伴い、塗装が変更されたが引き続き同路線の専用車として使用されている。
- 全国のバス会社でも珍しく、モノコックボディの車両（いすゞ・CJM型）が残存していたが、2014年までに全車が廃車された。

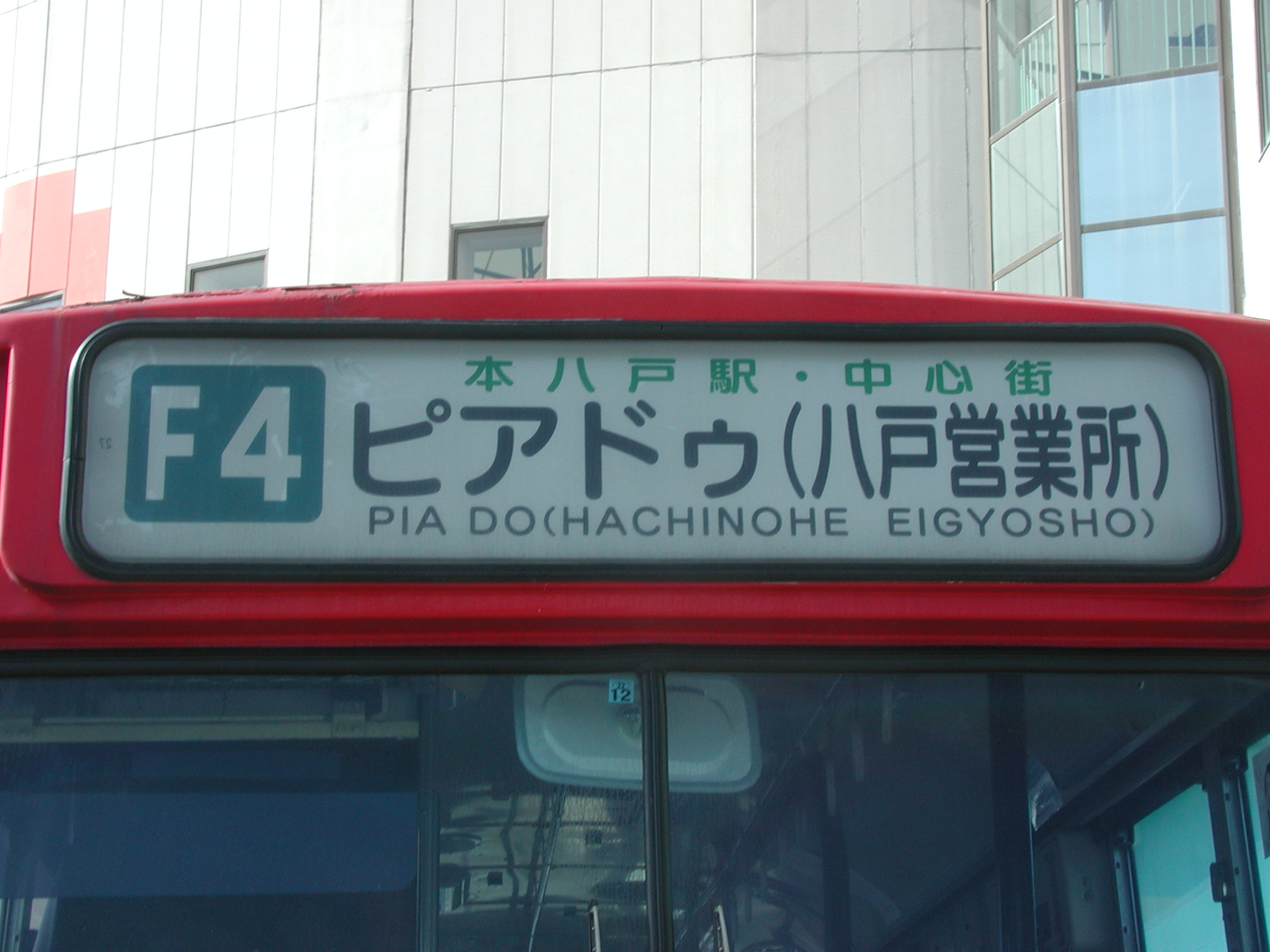
白幕方向幕の表示例（正面）

- 高速バスを除き、正面の行先表示は、下部にローマ字も併記する。
  - なお、八戸市地域公共交通会議による「市地域公共交通連携計画[26]」の策定に基づき、2010年4月1日付けで八戸市中心街乗り入れ路線にて「方面別ナンバリング記号」を導入するのに伴い、八戸市中心街へ乗り入れを行う路線の行先方向幕には、行先番号の隣に路線ナンバリングのアルファベットも追記された[27]。

南部バスでは、以下のナンバリングを使用する。ナンバリング表示例は右の画像を参照。
- C - 中心街ターミナル行
- H - 八太郎方面
- S - 市民病院方面
- P - ピアドゥ・ラピア方面
- F - 二ッ家方面
- T - 田面木方面
- W - 水道企業団・ニュータウン方面
- J - 縄文・是川方面
- G - 五戸方面

なお、中心街に乗り入れない路線・系統については、従来通り行先番号のみの表示となる。
また、これと同時に、路線の再編や減便などによって回送状態のバスが増加し、利用客待ちがバスを通過する際に回送だったことの落胆を少しでも和らげることを目的に、『すみません回送中です』のお詫び表示も登場している（なお、従来の『回送中』表示についても一部残している）。

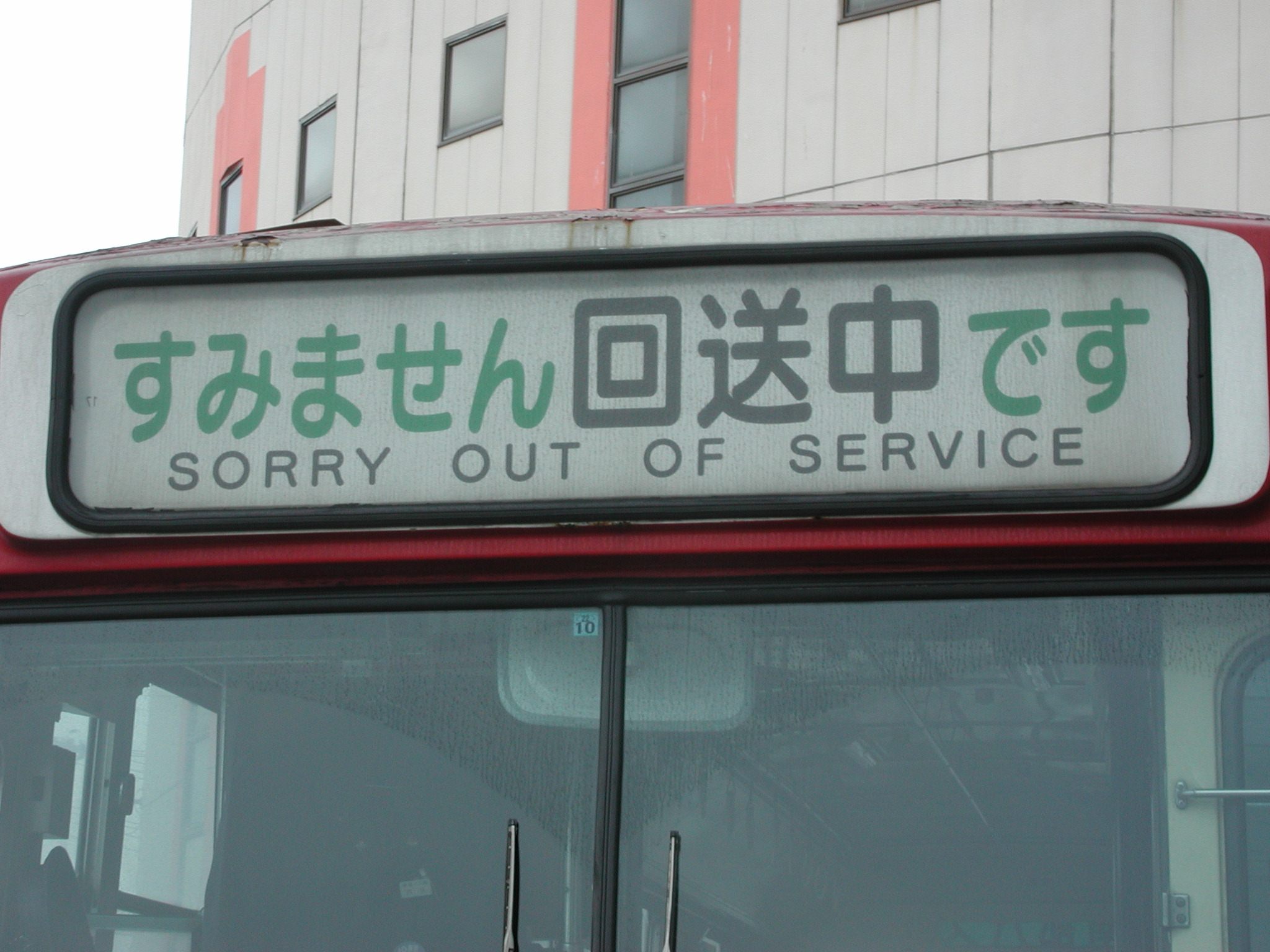
「すみません回送中です」：白幕表示
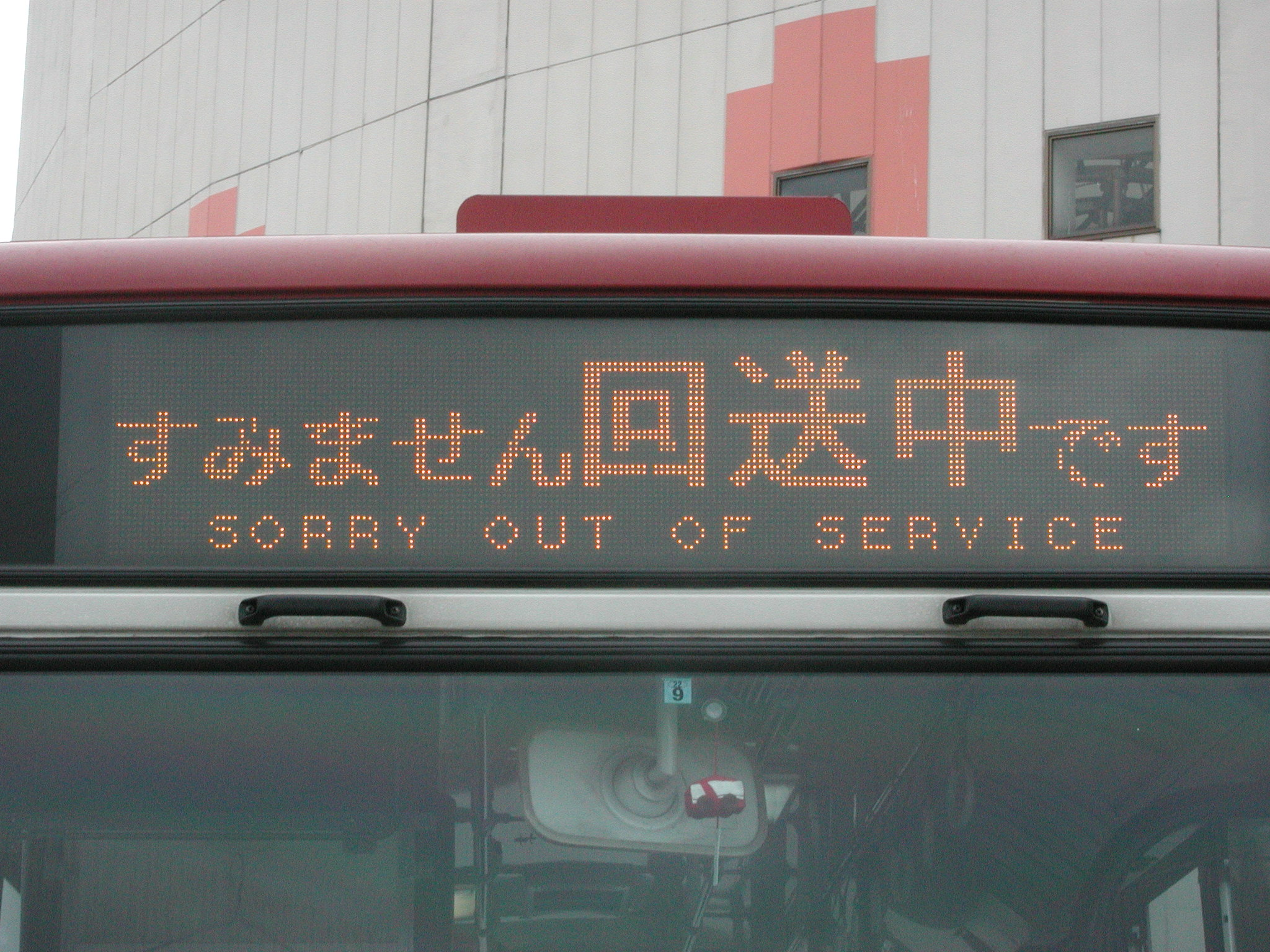
「すみません回送中です」：LED表示

- 一部車種では後部方向幕が「南部バス」の固定表記となる車両もある。
- 後乗り前降り、運賃後払いの整理券方式。ただし、郡部路線、コミュニティバスでは前乗り前降りタイプの車両も在籍する。
- 経費削減のため、古くから中古車が導入されている。岩手県北自動車への事業譲渡後は、メーカーにこだわらず導入し車両の若返りを図っており、岩手県北自動車本社から南部支社へ配置転換された車両もある。

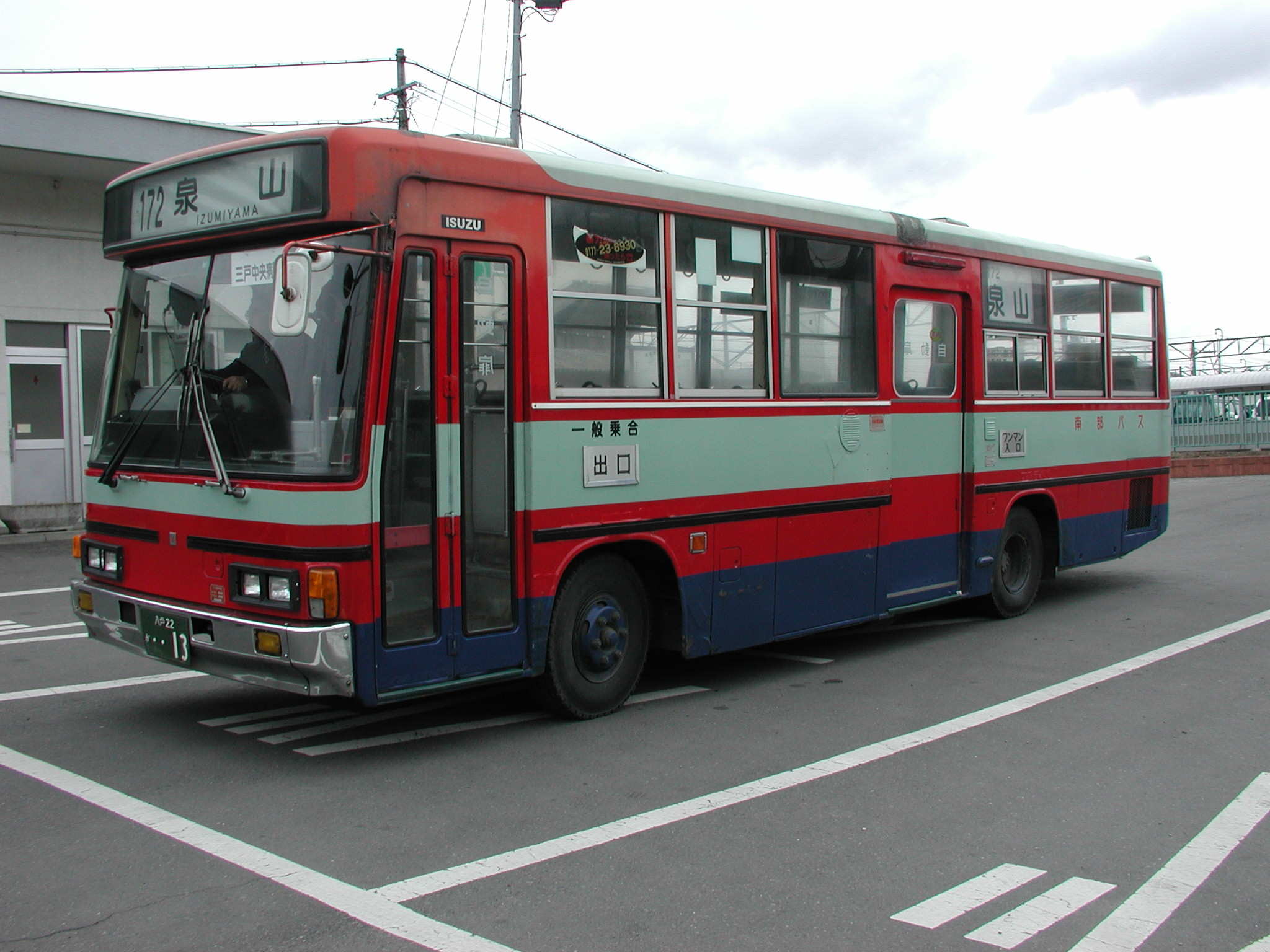
非冷房の旧塗色車両。2009年9月現在は三戸営業所に1台在籍するのみ[49]。 三戸駅にて。
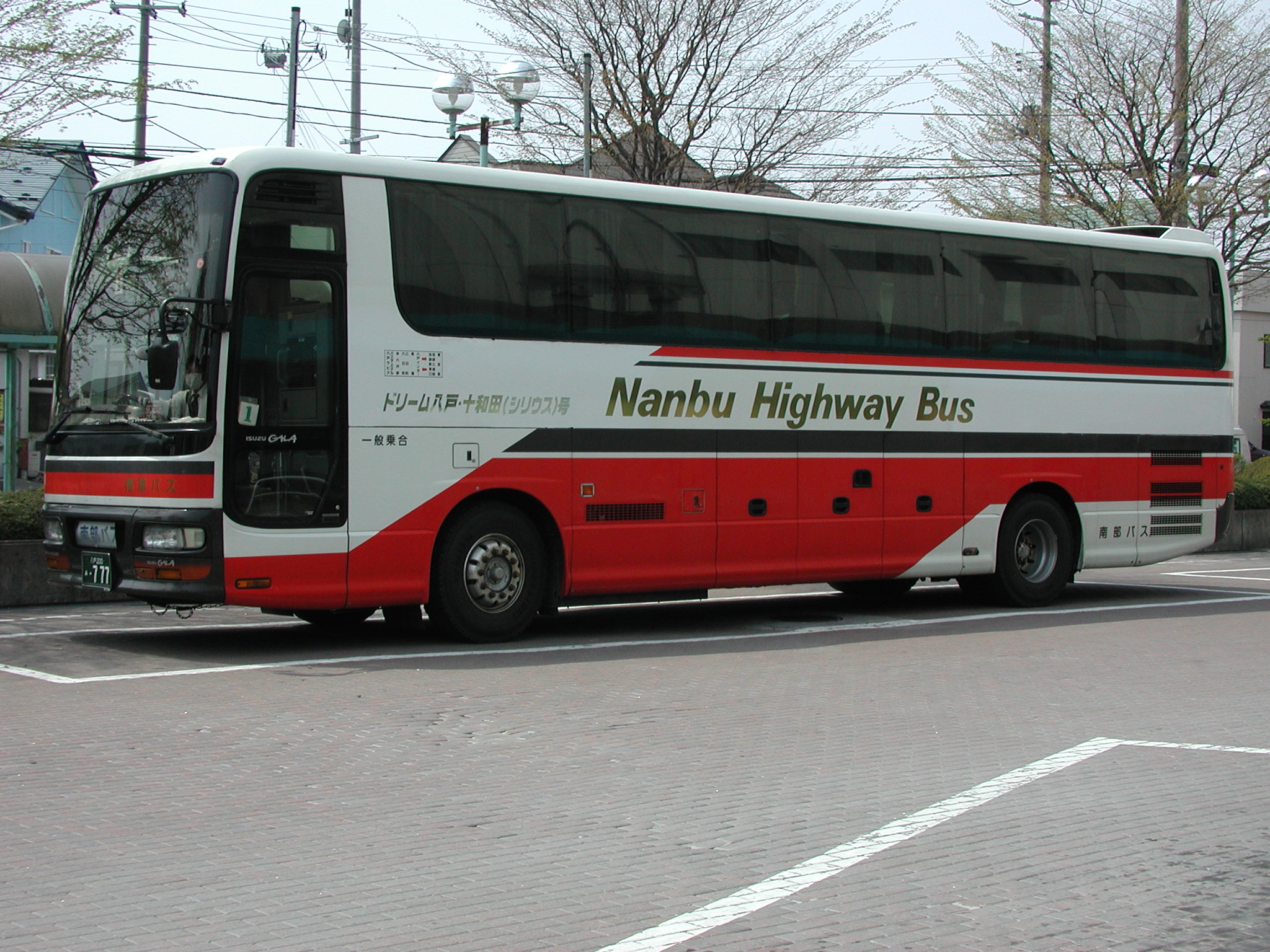
高速バス用塗色。 八戸ラピアバスターミナルにて。
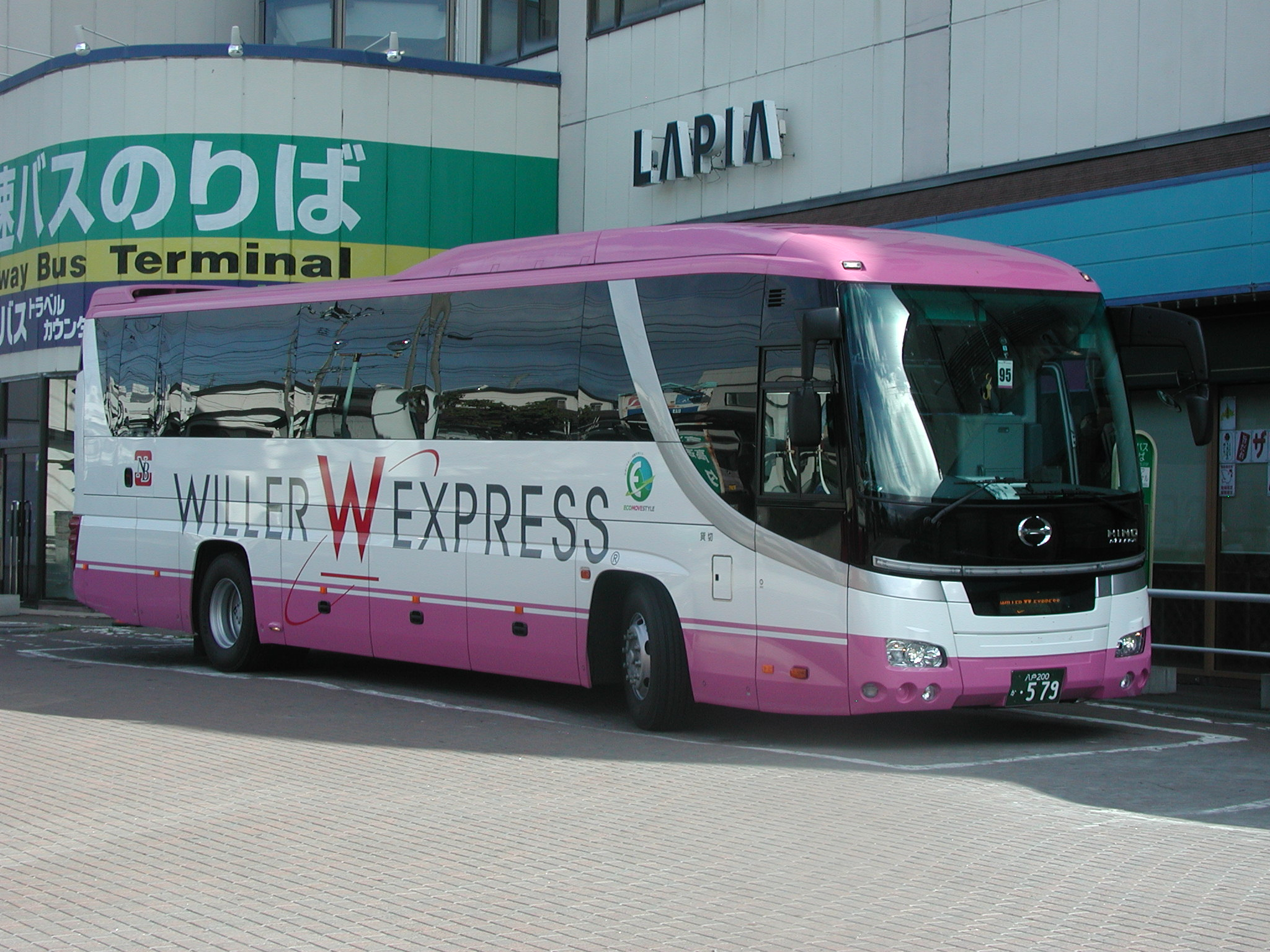
高速バス「WILLER EXPRESS」用車両には、側面後部に南部バスのシンボルマークが付く。八戸ラピアバスターミナルにて。
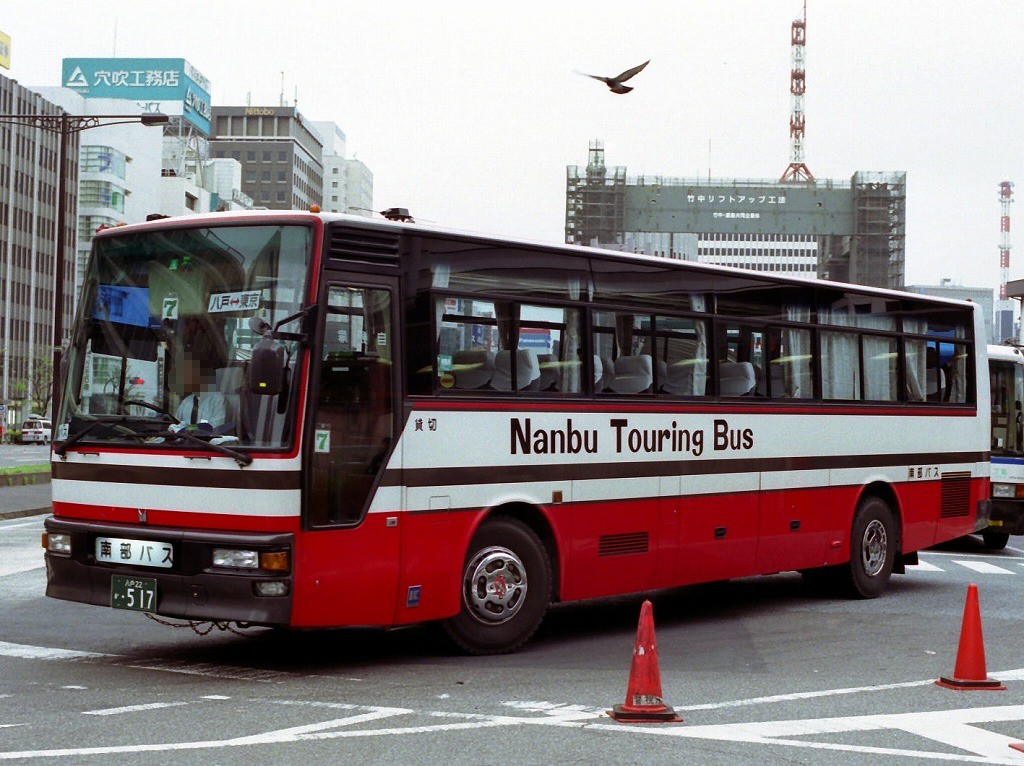
貸切バス用旧々塗色。旧書体が用いられている。東京駅八重洲南口にて。
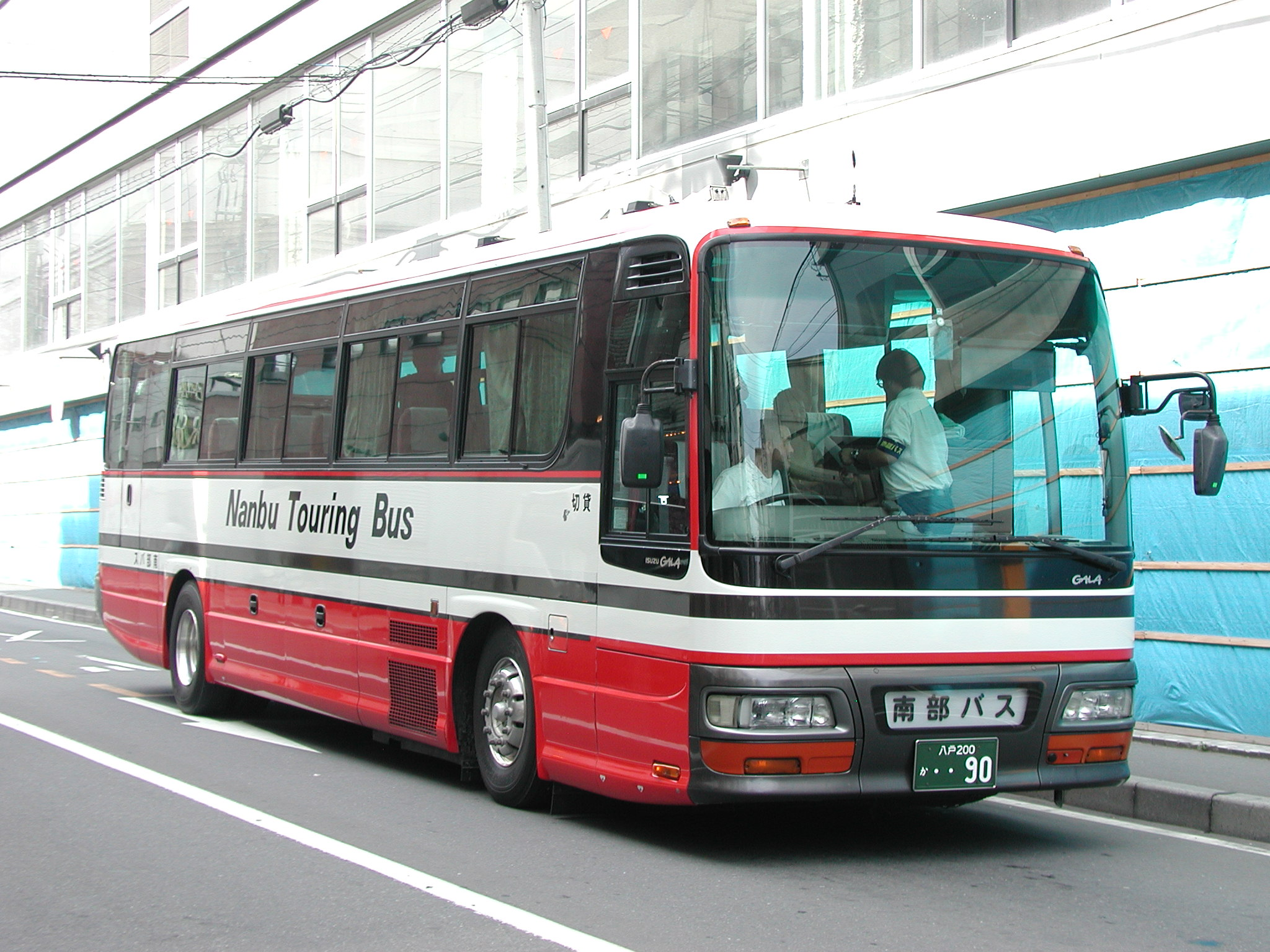
貸切バス用旧々塗色。新書体が用いられている。八戸中心街ターミナル（中央通り）バス停付近にて。
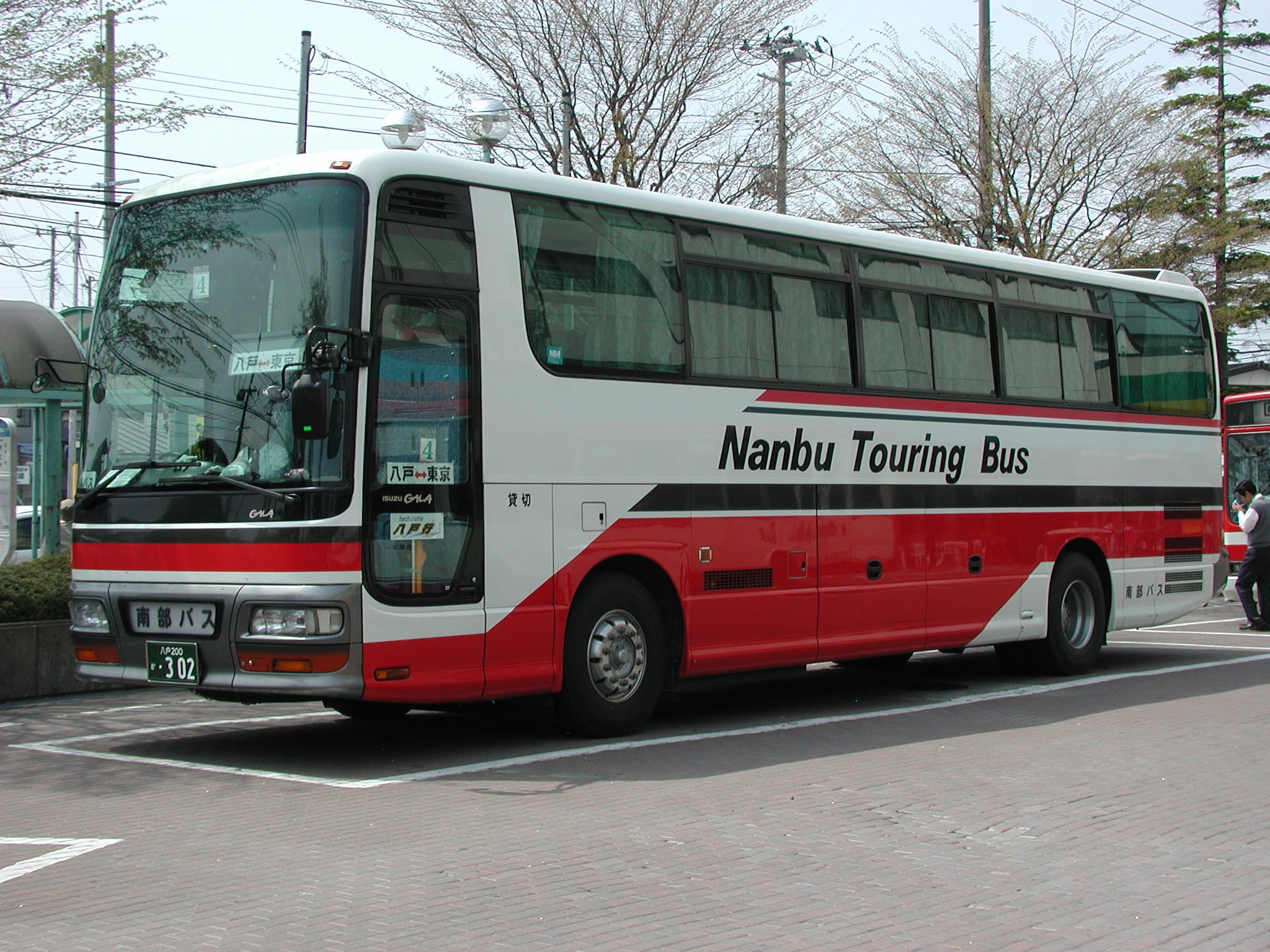
貸切バス用旧塗色。高速用をアレンジしたものである。 八戸ラピアバスターミナルにて。

## 路線

### 路線バス
主要路線を除き、路線の詳細については各営業所の記事を参照のこと。
- 二ツ家線
- 八戸駅線
- 八戸 - 五戸線
- 八戸 - 三戸線
- 三戸市内線 など

### 自治体からの運行委託
- なんぶちぇりバス（南部町より受託。下記2つのコミュニティバスを統合）
  - なんぶ里バス：旧ながわ里バス。名川地区（旧名川町）において運行。町所有の白ナンバー車の運転業務を受託。
  - 南部町多目的バス：南部・福地（旧福地村）各地区及び南部 - 福地相互間において運行。南部バス車両を使用。
- 田子町コミュニティバス（田子町より運行受託）：南部バス車両を使用。
- 階上町コミュニティバス（階上町より運行受託）：南部バス車両を使用し、一部路線のみ受託。
- 三戸町コミュニティバス（三戸町より運行受託）：南部バス車両を使用。
- 五戸町コミュニティバス（五戸町より運行受託）：南部バス車両を使用。
- 新郷村営バス（新郷村より受託）：村所有の白ナンバー車の運転業務を受託。
- 青森市営バス（青森市より受託）：市営バス所有車両の運転業務（一部路線）を受託。
- おいらせ町民バス（おいらせ町より運行委託）：南部バス車両を使用。
  - 2022年4月1日より受託者が十和田観光電鉄から岩手県北自動車株式会社（南部バス）に変更。

### 企画運行路線
- 岬台団地 - ラピア・ピアドゥ線
- 八食100円バス
- 八食200円イカ（以下）バス

## 乗車券

### 1日乗車券
- 八戸市 南部バス八戸市内の全路線のみ利用可能（ただしフェリーシャトルバスは利用不可）で土曜日・日曜日・祝祭日・毎月25日に終日乗り放題となる。
- 設定開始時は八戸市営バスとの競合区間内でしか使用できなかったが、2005年4月1日より利用対象エリアを拡大した。
- 2014年度までは南郷区では一部の路線でしか使用できなかった、2015年4月1日より利用対象エリアを拡大した。

### ラピアドゥ!パス
- ラピア・ピアドゥ・南部バスが共同で企画した乗車券。
- 南部バスピアドゥ・ラピア線（沼館一丁目経由、ラピアBT〜ピアドゥ前間）と岬台団地〜ラピア・ピアドゥ線・お買物ライナー（ラピアBT〜税務署前〜ピアドゥ東側広場前〜ラピアBT間）がフリー区間となる。
- 発売箇所は南部バスラピアトラベルカウンター（ラピアバス待合所内）である。
- 指定されたエリア外では使用できず、エリア外とまたがって乗車する場合に付いてはそのパスは無効となり、実際に乗車した区間の運賃の全額を支払わなければならない。
- 区間の一部が競合する八戸市営バス市内循環線（中心街〜ピアドゥ〜ラピア）では使用できない。

### 回数券
- 普通回数券、通学回数券、買物回数券、セット回数券の4種類を設定。八戸市営バス、十和田観光電鉄と相互利用が可能。ただし、南部町・三戸町（同町内～三戸駅間を含む）・田子町・五戸町の4町でそれぞれ実施している「町内100円運賃エリア」相互間、八食100円バス、コミュニティバス各路線、高速バス各路線、岩手県北バスの岩手県内各路線では使用できない。
- セット回数券は車内販売も行う。

## 関連会社
南部バス観光
2017年3月1日に岩手県北自動車の子会社となり、2019年10月1日に岩手県北観光に吸収合併され解散し、みちのりトラベル東北となった。
- 本社
  - 青森県八戸市是川字二ツ屋6-79南部バス株式会社本社2階
- 営業所
  - 本社営業所（南部バス本社2階）
  - ラピア店（八戸ラピアバスターミナル待合室内）

南部WILLER EXPRESS
現在はウィラーエクスプレス㈱
- 本社
  - 東京都港区港南一丁目6-41品川クリスタルスクエア10階
- 営業所
  - 宮城県仙台市宮城野区福室字県道前55